# Maxfield (Maine)
Maxfield ist eine Town im Penobscot County des Bundesstaates Maine in den Vereinigten Staaten. Im Jahr 2020 lebten dort 89 Einwohner in 60 Haushalten auf einer Fläche von 49,73 km².

## Geografie
Nach dem United States Census Bureau hat Maxfield eine Gesamtfläche von 49,73 km², von der 49,03 km² Land sind und 0,7 km² aus Gewässern bestehen.

### Geografische Lage
Maxfield liegt im Westen des Penobscot County und grenzt an das Piscataquis County. In östlicher Richtung fließt der Piscataquis River durch die Town, ein weiterer Arm fließt in südlicher Richtung durch den östlichen Teil. Sie vereinigen sich im benachbarten Howland, kurz vor der Mündung des Piscataquis River im Penobscot River. Die Oberfläche ist eben, die höchste Erhebung ist der 169 m hohe Bunker Hill.

### Nachbargemeinden
Alle Entfernungen sind als Luftlinien zwischen den offiziellen Koordinaten der Orte aus der Volkszählung 2010 angegeben.
- Norden: Seboeis, 6,1 km
- Nordosten: North Penobscot, Unorganized Territory, 62,5 km
- Osten und Süden: Howland, 5,7 km
- Südwesten: LaGrange, 13,5 km
- Westen: Medford, Piscataquis County, 11,3 km

### Stadtgliederung
In Maxfield gibt es zwei Siedlungsgebiete: Maxfield und South Maxfield.

### Klima
Die mittlere Durchschnittstemperatur in Maxfield liegt zwischen −9,4 °C (15 °F) im Januar und 20,6 °C (69 °F) im Juli. Damit ist der Ort gegenüber dem langjährigen Mittel der USA um etwa 9 Grad kühler. Die Schneefälle zwischen Oktober und Mai liegen mit bis zu zweieinhalb Metern mehr als doppelt so hoch wie die mittlere Schneehöhe in den USA; die tägliche Sonnenscheindauer liegt am unteren Rand des Wertespektrums der USA.

## Geschichte
Erste Siedler erreichten das Gebiet 1814. Maxfield wurde am 6. Februar 1824 als Town organisiert. Das Gebiet gehörte zuvor zum Bridhton Academy Grant. Durch ein großes Feuer wurde die Ansiedlung im Jahr 1829 umfänglich zerstört. Gebäude, Mühlen, das Korn auf dem Feld, nahezu alles verbrannte und viele der Siedler verließen Maxfield ohne zurückzukehren. Die Entwicklung des Gebietes kam fast vollständig zum Erliegen.

### Einwohnerentwicklung
| Volkszählungsergebnisse – Town of Maxfield, Maine | Volkszählungsergebnisse – Town of Maxfield, Maine | Volkszählungsergebnisse – Town of Maxfield, Maine | Volkszählungsergebnisse – Town of Maxfield, Maine | Volkszählungsergebnisse – Town of Maxfield, Maine | Volkszählungsergebnisse – Town of Maxfield, Maine | Volkszählungsergebnisse – Town of Maxfield, Maine | Volkszählungsergebnisse – Town of Maxfield, Maine | Volkszählungsergebnisse – Town of Maxfield, Maine | Volkszählungsergebnisse – Town of Maxfield, Maine | Volkszählungsergebnisse – Town of Maxfield, Maine |
| Jahr                                              | 1800                                              | 1810                                              | 1820                                              | 1830                                              | 1840                                              | 1850                                              | 1860                                              | 1870                                              | 1880                                              | 1890                                              |
| ------------------------------------------------- | ------------------------------------------------- | ------------------------------------------------- | ------------------------------------------------- | ------------------------------------------------- | ------------------------------------------------- | ------------------------------------------------- | ------------------------------------------------- | ------------------------------------------------- | ------------------------------------------------- | ------------------------------------------------- |
| Einwohner                                         |                                                   |                                                   |                                                   | 186                                               | 185                                               | 186                                               | 162                                               | 156                                               | 139                                               | 134                                               |
| Jahr                                              | 1900                                              | 1910                                              | 1920                                              | 1930                                              | 1940                                              | 1950                                              | 1960                                              | 1970                                              | 1980                                              | 1990                                              |
| Einwohner                                         | 115                                               | 79                                                | 67                                                | 116                                               | 67                                                | 26                                                | 39                                                | 24                                                | 64                                                | 86                                                |
| Jahr                                              | 2000                                              | 2010                                              | 2020                                              | 2030                                              | 2040                                              | 2050                                              | 2060                                              | 2070                                              | 2080                                              | 2090                                              |
| Einwohner                                         | 87                                                | 97                                                | 89                                                |                                                   |                                                   |                                                   |                                                   |                                                   |                                                   |                                                   |

## Wirtschaft und Infrastruktur

### Verkehr
Maxfield wird von der Howland Road, der einzig befestigten Straße, erschlossen, die in westöstlicher Richtung parallel zum Piscataquis River verläuft.

### Öffentliche Einrichtungen
Das nächstgelegene Krankenhaus für die Bewohner von Maxfield befindet sich in Howland.
In Maxfield gibt es keine öffentliche Bücherei, die nächstgelegenen finden sich in Howland, Enfield und Linsoln.

### Bildung
Maxfield gehört mit Burlington, Lowell, Edinburg, Enfield, Howland, Passadumkeag und Seboeis zum School Administrative Unit 31. Im Schulbezirk stehen folgende Schulen zur Verfügung:
- Penobscot Valley High School in Howland, mit Schulklassen vom 9. bis zum 12. Schuljahr
- Hichborn Middle School in Howland, mit Schulklassen vom 6. bis zum 8. Schuljahr
- Enfield Station School in Enfield, mit Schulklassen von Pre-Kindergarten bis zum 5. Schuljahr